# Ssawkonóg skryty
Ssawkonóg skryty (Myzopoda schliemanni) – gatunek ssaka z rodziny ssawkonogowatych (Myzopodidae).

## Taksonomia
Gatunek po raz pierwszy zgodnie z zasadami nazewnictwa binominalnego nazwał amerykańsko-madagaskarski zespół (Amerykanin Steve M. Goodman oraz Madagaskarczycy Felix Rakotondraparany i Amyot Kofoky) nadając mu nazwę Myzopoda schliemanni. Holotyp pochodził z Jardin Botanique A (16°19′S 46°48′E/-16,323333 46,806667), w Station Foresttere d’Ampijoroa, na wysokości 160 m n.p.m., w Parku Narodowym Ankarafantsika, na Madagaskarze. 
Autorzy Illustrated Checklist of the Mammals of the World uznają ten gatunek za monotypowy. 

### Etymologia
- Myzopoda: gr. μυζαω muzaō „ssać”; πους pous, ποδος podos „stopa, noga”[6].
- schliemanni: prof. dr Harald Schliemann (ur. 1936), niemiecki zoolog i biolog na Uniwersytecie w Hamburgu[7][8].

## Zasięg występowania
Ssawkonóg skryty występuje w północno-zachodnim Madagaskarze.

## Morfologia
Długość ciała (bez ogona) 92–107 mm, długość ogona 44–47 mm, długość ucha 30–32 mm, długość tylnej stopy (bez pazurów) 5–6 mm, długość przedramienia 45–49 mm; masa ciała 7,8–10,3 g. Ma duże oczy oraz wydatne przyssawki na stopach i kciuku. Jest koloru płowobrązowego i mysiej szarości.

## Środowisko życia
Zwierzę odnalezione zostało w 3 nizinnych obszarach Madagaskaru. Zamieszkuje lasy deszczowe o szerokich liściach.